# Origo (scenartist)
Origo (första århundradet f.Kr.), var en antik romersk scenartist. 
Hon ska ha varit samtida med Volumnia Cytheris. Hon är känd från Horatius tal, där han argumenterar mot män som försvarar sina utomäktenskapliga förbindelser med aktriser med att de åtminstone inte begick äktenskapsbrott med kvinnor ur sin egen samhällsklass. Horatius tog då upp exemplet med Marsaeus, som levde i ett öppet förhållande med mim-skådespelerskan Origo och vid sin död efterlämnade gods och egendom ur sitt familjearv till henne, något som ansågs skandalöst och som ett dåligt exempel. 